# École des relations humaines
L'école des relations humaines (abrégée en « école des RH ») est un mouvement intellectuel né dans le cadre de la crise économique de 1929 rattaché à l'étude des organisations. Il prend place après le développement et l'application à grande échelle du taylorisme, et cherche à redonner à l'homme au travail une place, sinon centrale, au moins excentrée et tenue.
Ses principaux représentants sont Elton Mayo, Jacob Levy Moreno, Kurt Lewin ou encore Abraham Maslow.
- Contexte

La psychologie et la psycho-sociologie prennent leur envol alors que les principaux excès du taylorisme (à savoir, sur-division du travail, vision simpliste de l'homme au travail et de l'Homme en général, scientisme) commencent à être reconnus par les théoriciens, et surtout dénoncés par les travailleurs. En conservant l'idée de l'organisation comme le résultat de déterminismes individuels et collectifs, les premiers théoriciens « humanistes » attribuent les résistances au taylorisme au facteur humain. L'enjeu consiste donc à le rationaliser à son tour, après avoir rationalisé la structure de travail que représente l'entreprise...

## Elton Mayo
Cette école des relations humaines regroupe des théoriciens qui, sur la base de plusieurs études empiriques, cherchent à dégager les éléments d'une harmonisation entre groupes abstraits et travailleurs isolés (par exemple, l'ouvrier spécialisé et le Bureau des méthodes). Les expériences de Hawthorne à la Western Electric Company par Elton Mayo sont une célèbre étude empirique sur laquelle se fonde l'école des RH. Elle met d'abord en lumière le fait que, quand des groupes se sentent valorisés car on s'occupe d'eux, la productivité individuelle de ses membres augmente. Mais cet effet est peu durable car, le temps aidant, les productions individuelles ont tendance à devenir égales, sur la base du plus faible rendement du groupe. L'autre élément dégagé par les expérimentateurs à Hawthorne est l'existence d'une vie de groupe, articulée autour des tensions et du moral général ; cette vie de groupe constitue un élément primordial du travail. Le rôle de l'agent de maîtrise est redéfini par l'école des RH en termes d'écoute et de conciliation, plutôt que d'autorité.
1. Kurt Lewin

Kurt Lewin s'attache à prendre en compte les dynamiques de groupe, et tente d'expliquer par l'expérience les comportements en société. Il va étudier les groupes humains au travail, et expérimenter différentes hypothèses d'autorité. En soumettant trois groupes d’enfants, chargés de fabriquer des masques, à trois styles de leadership, Lewin tente de déterminer la manière la plus productive de s'y prendre. Le leadership « laisser-faire » produit des résultats extrêmement peu productifs en ce qu'il favorise la non coopération entre les enfants. En l'absence du leader, ceux-ci ne continuent pas le travail. Finalement, on observe une quantité produite peu élevée, avec une faible qualité. Le leadership autoritaire a quant à lui des mérites en termes de quantité produite, mais augmente l'agressivité et les décharges émotionnelles des enfants. En outre, la qualité des masques est très moyenne. Enfin, à l'issue d'un leadership démocratique, où l'on observe que les enfants continuent le travail en l'absence du leader, et où la coopération est grande, la qualité de la production est très nettement supérieure aux expériences précédentes, même si la quantité demeure inférieure au leadership autoritaire.

## Apports et limites de l'école des RH
Somme toute, il s'agit de laisser au travailleur l'autonomie intellectuelle minimale lui permettant de comprendre ce qui lui est demandé, donc de lui redonner un certain pouvoir. Cette étape n'est pas franchie dans les applications des théories de l'école des relations humaines, qui furent peu nombreuses[réf. nécessaire]. Le principal apport des théoriciens de ce mouvement consiste en la prise en compte de l'homme comme acteur de groupe. Le facteur technique n'est ainsi plus privilégié par rapport au facteur humain. Mais ces mêmes théoriciens ne considèrent pas encore le groupe comme un acteur à part entière, au-delà de ses membres. De plus, le clivage décisionnel entre direction et ouvriers demeure : cadres et dirigeants détiennent le « raisonnement logique » en opposition à un « raisonnement non logique », ce qui laisse les travailleurs assumer leur rôle taylorien de simples instruments humains du travail. Enfin, l'école des relations humaines ne débouche pas sur des applications concrètes puissantes.